# A.I. umetna inteligenca
A.I. umetna inteligenca (tudi le A.I., angleško A.I. Artificial Intelligence) je ameriški znanstvenofantastični dramski film iz leta 2001, ki ga je režiral Steven Spielberg in zanj napisal scenarij skupaj z Ianom Watsonom. Ohlapno temelji na kratki zgodbi Supertoys Last All Summer Long Briana Aldissa iz leta 1969. Producirali so ga Kathleen Kennedy, Spielberg in Bonnie Curtis, v glavnih vlogah pa nastopajo Haley Joel Osment, Jude Law, Frances O'Connor, Brendan Gleeson in William Hurt. Dogajanje je postavljeno v futuristično družno po globalnem segrevanju, zgodba govori o Davidu (Osment), androidu z deškim videzom in programirano sposobnostjo ljubiti.
Delo na filmu je prvotno začel Stanley Kubrick kot režiser in producent, ko je v začetku 1970-tih kupil pravice za Aldissovo zgodbo. Najel je več piscev do sredine 1990-tih, med njimi so bili Brian Aldiss, Bob Shaw, Ian Watson in Sara Maitland. Projekt je več let ostajal v predalu, tudi ker je Kubrick menil, da tedanja tehnologija računalniško ustvarjenih podob ni bila sposobna ustvariti lik Davida, za katera je tudi ocenil, da ga otrok ne bi mogel odigrati prepričljivo. Leta 1995 je Kubrick predal projekt Spielbergu, toda na njem je začel delati šele po Kubrickovi smrti leta 1999. Odločil se je v veliki meri slediti Watsonovim idejam za scenarij in film tudi posvetiti Kubricku.
Film je bil premierno prikazan 29. junija 2001. Izkazal se je za uspešnico z več kot 235 milijoni USD prihodkov ob 100-milijonskem proračunu. Naletel je tudi na dobre ocene kritikov. Na 74. podelitvi je bil nominiran za oskarja najboljše posebne učinke in izvirno glasbeno podlago. Nominiran je bil tudi za zlate globuse za najboljšo režijo, stranskega igralca (Law) in izvirno glasbeno podlago, nagrado BAFTA za najboljše posebne učinke ter sedem nagrad Saturn, od katerih je bil nagrajen za najboljši znanstvenofantastični film, režijo, mladega igralca (Osment), posebne učinke in glasbo. Po anketi BBC ga je 177 filmskih kritikov uvrstilo na 83. mesto najboljših filmov po letu 2000.

## Vloge
- Haley Joel Osment kot David
- Frances O'Connor kot Monica Swinton
- Sam Robards kot Henry Swinton
- Jake Thomas kot Martin Swinton
- William Hurt kot profesor Allen Hobby
- Brendan Gleeson kot lord Johnson-Johnson
- Jack Angel kot Teddy (glas)
- Robin Williams kot dr. Know (glas)
- Ben Kingsley kot specialist (glas)
- Meryl Streep kot modra vila (glas)
- Chris Rock kot komik Robot (glas)
- Ministry kot glasbena skupina